# Thượng Ai Cập
Thượng Ai Cập (tiếng Ả Rập: صعيد مصر Sa'id Misr) là dải đất liền, trên cả hai mặt của thung lũng sông Nile, kéo dài từ Nubia, và ở phía hạ lưu (phía bắc) Hạ Ai Cập.

## Địa lý
Thượng Ai Cập nằm xen giữa các nhánh của sông Nile ở Aswan ngày nay, và nằm ở phía hạ lưu sông Nile hay phía Bắc của một khu vực giữa Zawyet Dahshur và El-Ayait, Ngày nay Thượng Ai Cập nằm ở phía nam của thủ đô Cairo. Phía Bắc Thượng Ai Cập (hạ lưu sông Nile) nằm giữa Sohag và El-Ayait, còn được gọi là Trung Ai Cập. Trong tiếng Ả Rập, cư dân của Thượng Ai Cập được gọi là Sa'idis, họ thường nói tiếng Ả Rập Sa'idi.
Trong thời đại Pharaoh, Thượng Ai Cập đã được biết đến với tên gọi Ta Shemau có nghĩa là "đất của lau sậy". Nó được chia thành 22 quận, huyện được gọi là nomes. Nome đầu tiên xuất hiện trong thời kỳ Aswan và Vương triều thứ 22, ngày nay là Atfih (Aphroditopolis), phía nam Cairo.

## Danh sách các nhà cai trị Thượng Ai Cập

Biểu tượng của Thượng Ai Cập - Hedjet

Danh sách vua sau có thể không hoàn toàn đầy đủ:
| Tên         | Hình ảnh | Ghi chú                                                                          | Thời gian                |
| ----------- | -------- | -------------------------------------------------------------------------------- | ------------------------ |
| Voi         |          |                                                                                  | End of 4th millennium BC |
| Trâu        |          |                                                                                  | 4th millennium BC        |
| Scorpion I  |          | Oldest tomb at Umm el-Qa'ab had scorpion insignia                                | c. 3200 TCN?             |
| Iry-Hor     |          | Possibly the immediate predecessor of Ka.                                        | c. 3150 TCN?             |
| Ka          |          | May be read Sekhen rather than Ka. Possibly the immediate predecessor of Narmer. | c. 3100 TCN              |
| Scorpion II |          | Potentially read Serqet; possibly the same person as Narmer.                     | c. 3150 TCN              |
| Narmer      |          | The king who combined Upper and Lower Egypt.                                     | c. 3150 TCN              |

## Danh sách các nome

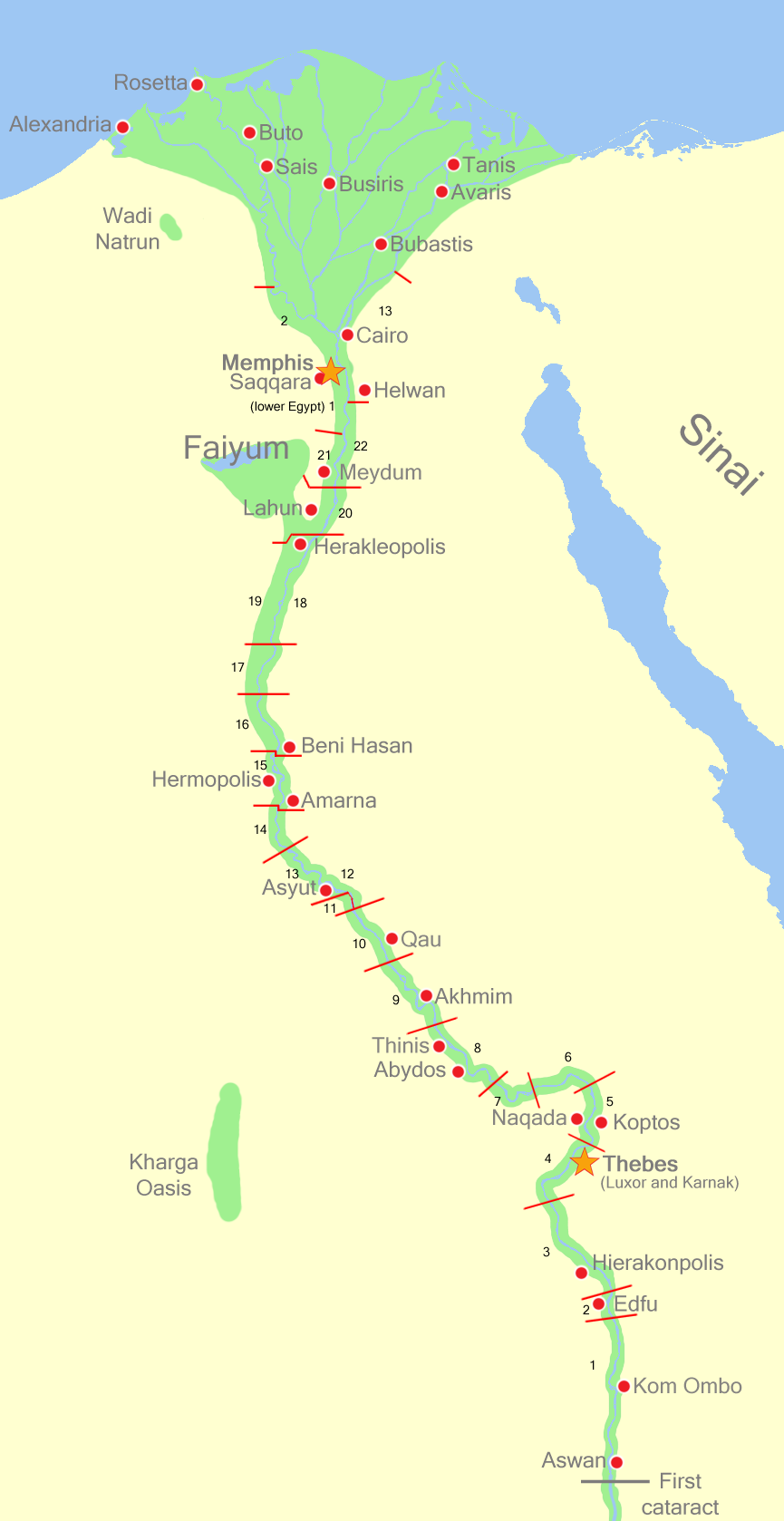
Bản đồ của Thượng Ai Cập

| Số thứ tự | Tên bằng tiếng Ai Cập | Thủ đô                                          | Thành phố hiện nay    | Chuyển ngữ               |
| --------- | --------------------- | ----------------------------------------------- | --------------------- | ------------------------ |
| 1         | Ta-Seti               | Abu / Yebu (Elephantine)                        | Aswan                 | Land of the Bow          |
| 2         | Wetjes-Hor            | Djeba (Apollonopolis Magna)                     | Edfu                  | Throne of Horus          |
| 3         | Nekhen                | Nekhen (Hierakon polis)                         | al-Kab                | Shrine                   |
| 4         | Waset                 | Niwt-rst / Waset (Thebes)                       | Karnak                | Sceptre                  |
| 5         | Harawî                | Gebtu (Coptos)                                  | Qift                  | Two Falcons              |
| 6         | Aa-ta                 | Iunet / Tantere (Tentyra)                       | Dendera               | Crocodile                |
| 7         | Seshesh               | Seshesh (Diospolis Parva)                       | Hu                    | Sistrum                  |
| 8         | Abdju                 | Abdju (Abydos)                                  | al-Birba              | Great Land               |
| 9         | Min                   | Apu / Khen-min (Panopolis)                      | Akhmim                | Min                      |
| 10        | Wadjet                | Djew-qa / Tjebu (Aphroditopolis)                | Edfu                  | Cobra                    |
| 11        | Set                   | Shashotep (Hypselis)                            | Shutb                 | Set animal               |
| 12        | Tu-ph                 | Hut-Sekhem-Senusret (Antaeopolis)               | Qaw al-Kebir          | Viper Mountain           |
| 13        | Atef-Khent            | z3wj-tj (Lycopolis)                             | Asyut                 | Upper Sycamore and Viper |
| 14        | Atef-Pehu             | Qesy (Cusae)                                    | al-Qusiya             | Lower Sycamore and Viper |
| 15        | Wenet                 | Khemenu (Hermopolis)                            | Hermopolis            | Hare                     |
| 16        | Ma-hedj               | Herwer?                                         | Hur?                  | Oryx                     |
| 17        | Anpu                  | Saka (Cynopolis)                                | al-Kais               | Anubis                   |
| 18        | Sep                   | Teudjoi / Hutnesut (Alabastronopolis)           | el-Hiba               | Set                      |
| 19        | Uab                   | Per-Medjed (Oxyrhynchus)                        | el-Bahnasa            | Two Sceptres             |
| 20        | Atef-Khent            | Henen-nesut (Heracleopolis Magna)               | Ihnasiyyah al-Madinah | Southern Sycamore        |
| 21        | Atef-Pehu             | Shenakhen / Semenuhor (Crocodilopolis, Arsinoë) | Faiyum                | Northern Sycamore        |
| 22        | Maten                 | Tepihu (Aphroditopolis)                         | Atfih                 | Knife                    |